# Advanta
 (décembre 2020).
Si vous disposez d'ouvrages ou d'articles de référence ou si vous connaissez des sites web de qualité traitant du thème abordé ici, merci de compléter l'article en donnant les références utiles à sa vérifiabilité et en les liant à la section « Notes et références ».
Advanta est une institution bancaire américaine qui contrôle actuellement deux banques, l'Advanta Bank Corp et l'Advanta National Bank. À l'origine, institution de prêts bancaires destinés au personnel enseignant, Advanta concentre aujourd'hui son activité sur le service aux petites entreprises en particulier dans le domaine des cartes de crédit. En 2000, le chiffre d'affaires d'Advanta concernant les cartes de crédit des petites entreprises était de 1,6 milliard de USD.
Advanta est fondée en 1951 par un instituteur de Philadelphie, Jack Alter, qui à l'origine opère à son propre domicile. En 1972, la société maîtrise plus de 25 millions USD d'investissements. En 1985, Advanta devient une société anonyme cotée à la bourse. En 2000, Advanta était classée dans le « America's Most Admired Companies » du magazine Fortune.

## Histoire
Le 8 novembre 2009, Advanta a déposé le bilan en vertu du chapitre 11 (voir version anglaise de Wikipedia)
Le titre a été retiré de la cotation NYSE.